# Acricotopus lucens
Acricotopus lucens är en tvåvingeart som först beskrevs av Zetterstedt 1850.  Acricotopus lucens ingår i släktet Acricotopus och familjen fjädermyggor. Arten är reproducerande i Sverige. Inga underarter finns listade i Catalogue of Life.